# Mesophyllum crispescens
Mesophyllum crispescens (Foslie) M.Lemoine, 1954  é o nome botânico  de uma espécie de algas vermelhas  pluricelulares do gênero Mesophyllum, subfamília Melobesioideae.
- São algas marinhas encontradas na Indonésia, Quênia e Ilhas Maurícias.

## Sinonímia
- Lithothamnion simulans f. crispescens  Foslie, 1904